# Enomoto Takeaki
Enomoto Takeaki (榎本 武揚?   , Edo, 25 de agosto de 1836 - Tokio, 26 de agosto de 1908) fue un almirante naval japonés leal  al Shogunato Tokugawa, que luchó contra el nuevo gobierno Meiji hasta el final de la Guerra Boshin, pero más tarde sirvió al nuevo gobierno. Fue presidente de la efímera República de Ezo entre 1868 y 1869.

## Biografía

### Primeros años
Enomoto nació como miembro de una familia samurái del clan Tokugawa, en el distrito Shitaya de Edo (la actual Taitō. Enomoto empezó a estudiar neerlandés en la década de 1850, y después de la apertura del Japón por el comodoro Matthew Perry en 1854, estudió en el nuevo Centro de Entrenamiento de la Armada de Nagasaki establecido por el Shogunato Tokugawa y en el buque de guerra Tsukiji del Centro de Formación en Edo.
A la edad de 26 años, Enomoto fue enviado a Holanda para estudiar las técnicas occidentales en la guerra naval y las tecnologías occidentales. Permaneció en Europa desde 1862 hasta 1867, y así consiguió el dominio de los idiomas neerlandés e inglés.
Regresó a Japón a bordo del acorazado Kaiyō Maru, un buque de guerra de vapor comprado en los Países Bajos por el gobierno del Shogunato Tokugawa. Durante su estancia en Europa, Enomoto se había dado cuenta de que el telégrafo sería un importante medio de comunicación en el futuro, y comenzó a planificar un sistema para conectar Edo y Yokohama. A su regreso, fue ascendido a Kaigun Fukusosai (海军 副 総 裁?), el segundo rango más alto en la Marina de guerra del Shogunato, a la edad de 31 años. También recibió el título de corte de Izumi-no-kami (和 泉 守?). 

### Restauración Meiji
Durante la restauración Meiji, después de la rendición de Edo en 1868 a las fuerzas leales al nuevo gobierno Meiji, durante la Guerra Boshin, Enomoto se negó a entregar sus buques de guerra, y huyó a Hakodate (en la isla de Hokkaido) junto con el resto de la Marina del antiguo Shogunato Tokugawa, además de un puñado de asesores militares franceses y su líder, Jules Brunet. Su flota de ocho buques de guerra de vapor era la más fuerte en Japón en ese momento. 
Enomoto tuvo la esperanza de crear un país independiente bajo el imperio de la familia Tokugawa en Hokkaidō, pero el gobierno Meiji se negó a aceptar la partición de Japón. El 15 de diciembre de 1868 se proclamó independiente la "República de Ezo", con una organización similar a la que tenía Estados Unidos, fue elegido como primer presidente Enomoto con el nombre japonés de sōsai. Esta sería la primera persona elegida por sufragio en Japón, dado que éste se gobernaba bajo una estricta estructura feudal y con el apoyo de los señores de la guerra. 
Al año siguiente, las fuerzas del gobierno Meiji invadió Hokkaidō y derrotó a las fuerzas de Enomoto en la batalla naval de Hakodate. El 18 de mayo de 1869, la República de Ezo se derrumbó, y Hokkaidō pasó al dominio del gobierno central encabezada por el emperador Meiji. 

#### Político de la Era Meiji

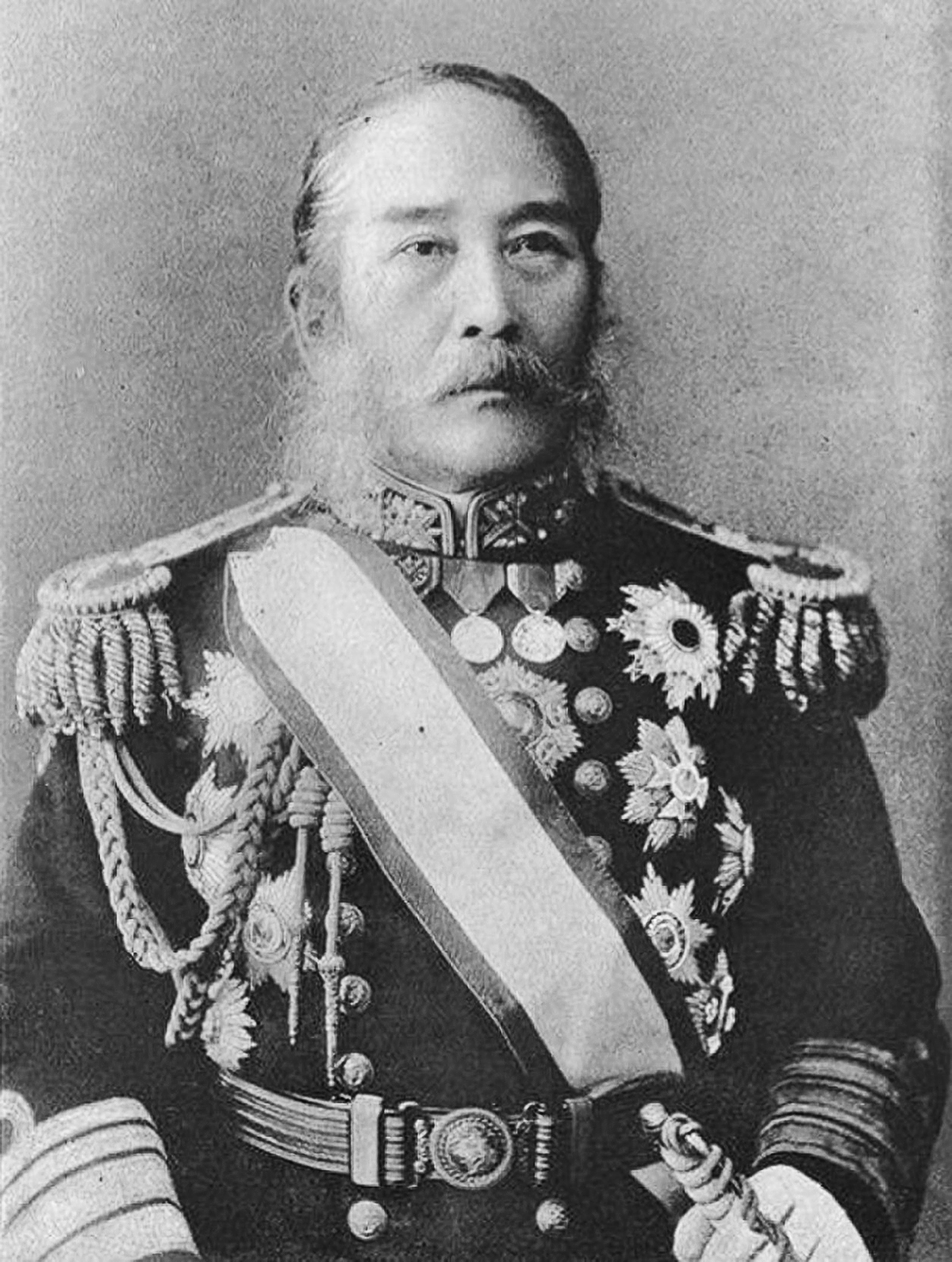
Enomoto Takeaki en sus últimos años

Después de su entrega, Enomoto fue detenido, acusado de alta traición y encarcelado. Sin embargo, los líderes del nuevo gobierno de Meiji (en gran parte por la insistencia del primer ministro Kuroda Kiyotaka), lo indultaron en 1872, pensando que por su conocimiento podía ser de utilidad. Se convirtió así en uno de los pocos antiguos partidarios de Tokugawa que hizo la transición a la nueva élite gobernante, la política del momento estaba dominada por los hombres de  Choshu y  Satsuma, que tenían un fuerte sesgo contra los forasteros en general, y los ex sirvientes de Tokugawa, en particular. Sin embargo, Enomoto fue una excepción, y ascendió rápidamente dentro de la camarilla gobernante nueva, a un rango superior al de cualquier otro miembro del anterior gobierno de Tokugawa.

### Últimos años
En 1874, le fue otorgado el rango de vicealmirante de la naciente Armada Imperial Japonesa. Al año siguiente, fue  a Rusia como enviado especial para negociar el Tratado de San Petersburgo. La conclusión con éxito del tratado fue muy bien recibida en Japón y consiguió el prestigio dentro de los círculos gobernantes, el hecho de que Enomoto hubiera sido elegido para una misión tan importante era una prueba de la reconciliación entre antiguos enemigos del gobierno. 
En 1880, Enomoto se convirtió en Ministro de la Marina (海军 卿). En 1885, por sus dotes diplomáticas se le hizo un nuevo llamamiento para prestar asistencia a Itō Hirobumi
en la celebración del Convenio de Tientsin con la Dinastía Qing. Después, Enomoto consiguió una serie de altos cargos en el gobierno japonés. Él fue el primer ministro de Japón de Comunicaciones (1885 - 1888) después de la introducción del sistema de gabinete en 1885. También fue Ministro de Agricultura y Comercio en 1888 y nuevamente desde 1894 hasta 1897; Ministro de Educación entre 1889 y 1890 y Ministro de Relaciones Exteriores entre 1891 y 1892.  
En 1887, Enomoto fue ennoblecido el rango de vizconde en el marco kazoku del sistema de títulos nobiliarios hereditario, y fue seleccionado como miembro del Consejo Privado. Dos años después fue nombrado presidente de la Sociedad fotográfica japonesa.
Fue especialmente activo en la promoción de la emigración japonesa a través de asentamientos de colonos en el Océano Pacífico y América del Sur y Central. En 1891, estableció -contra la voluntad del gabinete de Matsukata Masayoshi- una sección de emigración en el Ministerio de Relaciones Exteriores, con la tarea de alentar la emigración y la búsqueda de nuevos territorios para los japoneses en el extranjero. Dos años más tarde, después de dejar el gobierno, Enomoto también ayudó a establecer una organización privada, la «Asociación Colonial», para promover el comercio exterior.